# Judy Canova
Juliette Canova, detta Judy (Starke, 20 novembre 1913 – Hollywood, 5 agosto 1983), è stata un'attrice statunitense.

## Filmografia

### Cinema
- Follia messicana (In Caliente), regia di Lloyd Bacon (1935)
- Broadway Gondolier, regia di Lloyd Bacon (1935)
- Artisti e modelle (Artists and Models), regia di Raoul Walsh (1935)
- Scatterbrain, regia di Gus Meins (1940)
- La sceriffa dell'Oklahoma (Oklahoma Annie), regia di R.G. Springsteen (1952)
- Untamed Heiress, regia di Charles Lamont (1954)
- Le avventure di Huck Finn (The Adventures of Huckleberry Finn), regia di Michael Curtiz (1960)
- Cannonball, regia di Paul Bartel (1976)

### Televisione
- Matinee Theatre – serie TV, episodio 1x12 (1955)
- The Red Skelton Show – serie TV, episodio 5x24 (1956)
- Make Room for Daddy – serie TV, episodio 5x24 (1958)
- Alfred Hitchcock presenta (Alfred Hitchcock Presents) – serie TV, episodio 5x33 (1960)
- Vacation Playhouse – serie TV, episodio 3x11 (1965)
- Love, American Style – serie TV, episodio 5x08 (1973)
- Pepper Anderson agente speciale (Police Woman) – serie TV, episodio 1x02 (1974)
- Love Boat – serie TV, episodio 1x09 (1977)

## Spettacoli teatrali
- Ziegfeld Follies of 1936 (Broadway, 1936)